# Слобідка (Розсошанська сільська громада)
Слобі́дка (раніше Слобідка-Михалковецька) — село в Україні, у Розсошанській сільській громаді Хмельницького району Хмельницької області. Населення становить 231 особа.

## Історія
На північно-східній околиці Слобідки знайдено поселення черняхівської культури.
У 1791 році була побудована дерев'яна церква Різдва Пресвятої Богородиці. Перебудована у 1871 році.
У Словнику географічному Королівства Польського є такі відомості про село: Летичівського повіту, Михалпільської волості, має 93 буд, 614 мешканців, попередні власники Завадські продали село Людерсові-Вейрману.Римо-католицька парафія розташовувалася у селі Михалківці.

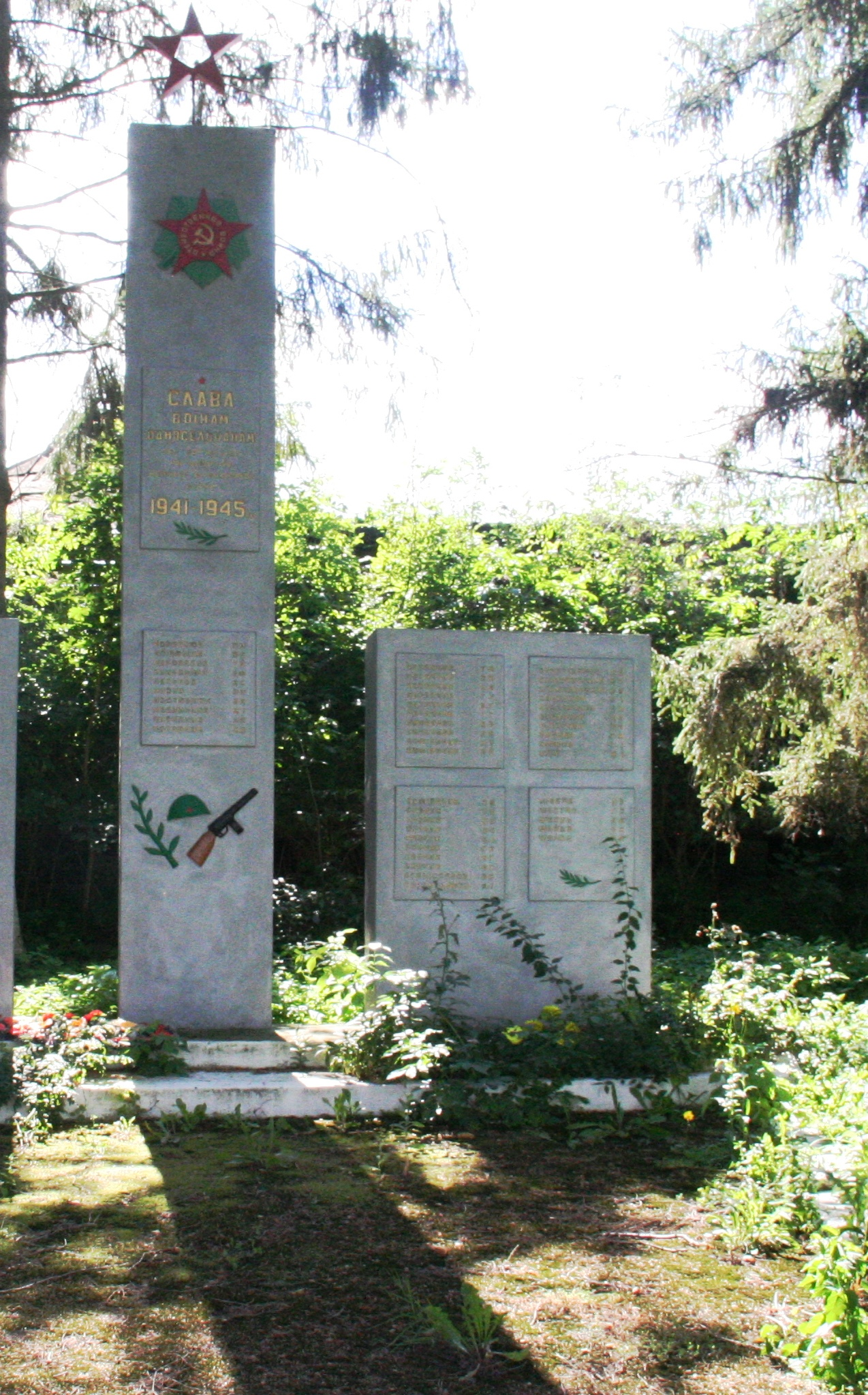
Пам'ятник на честь загиблих односельчан

У 1885 році в колишньому власницькому селі налічувалося 111 дворів, 761 житель. Була православна церква, постоялий двір, водяний млин. Римо-католицька громада належала до парафіяльного костелу в Михалківцях.
У 1898 році власницею села була Зоя Еразмівна Демяновська, дворянка, яка мешкала у Києві. Маєток був в оренді в Антона Людвіковича Цимбровського із Зінькова.
Під час Голодомору 1932—1933 років в селі загинуло близько 15 осіб. У 2008 році встановлено імена 11 жертв.
Під час німецької окупації у селі Слобідка Михалпільського району були розташовані сільська управа та громадське господарство.
У 1970-х роках у селі встановили пам'ятник жителям села, які загинули під час Другої Світової війни.
У селі є діюча церква Різдва Пресвятої Богородиці ПЦУ, яка розміщується у житловому будинку. Старовинна дерев'яна церква була знищена у 2000-х роках у результаті підпалу.
Метричні книги зберігаються у ДАХмО, ДАЖО, ЦДІАК
До 2020 року — село Ярмолинецького району, після — Хмельницького.

## Відомі особистості
В селі народився:
- Потапчук Євген Михайлович (нар. 1968) — український психолог.